# Hrabišín
Hrabišín (in tedesco Rabersdorf) è un comune della Repubblica Ceca facente parte del distretto di Šumperk, nella regione di Olomouc.